# Nouméa
Nouméa (francia kiejtése: {nume'a}) Új-Kaledónia fővárosa.  A város egyike a Dél-Csendes-óceán legiparosodottabb városainak. Itt fekszik egy védett mélytengeri kikötő, ami Új-Kaledónia legfontosabb kikötője.

## Földrajz
Nouméa Új-Kaledónia legnagyobb szigetén, Grande Terre déli részén helyezkedik el egy félszigeten, amely öblökkel tagolt és hullámos felszínű. Tengerszint feletti magassága 0-167 méter között változik.

## Népesség
A 2014 augusztusi népszámláláskor a főváros agglomerációs zónájának, Nagy-Nouméának 179 509 lakosa volt, amiből 100 237 fő lakott magában Nouméában. A város népessége sokszínű: otthont ad európai, polinéz, indonéz és vietnami származású lakosoknak is, de még számos melanéz népcsoportnak is.

## Testvérvárosok
- Gold Coast, Ausztrália[3]
- Nizza, Franciaország[3]
- Taupo, Új-Zéland[3]

## Fordítás
Ez a szócikk részben vagy egészben  a   Nouméa című angol Wikipédia-szócikk fordításán alapul.  Az eredeti cikk szerkesztőit annak laptörténete sorolja fel. Ez a jelzés csupán a megfogalmazás eredetét és a szerzői jogokat jelzi, nem szolgál a cikkben szereplő információk forrásmegjelöléseként.